# George Crook

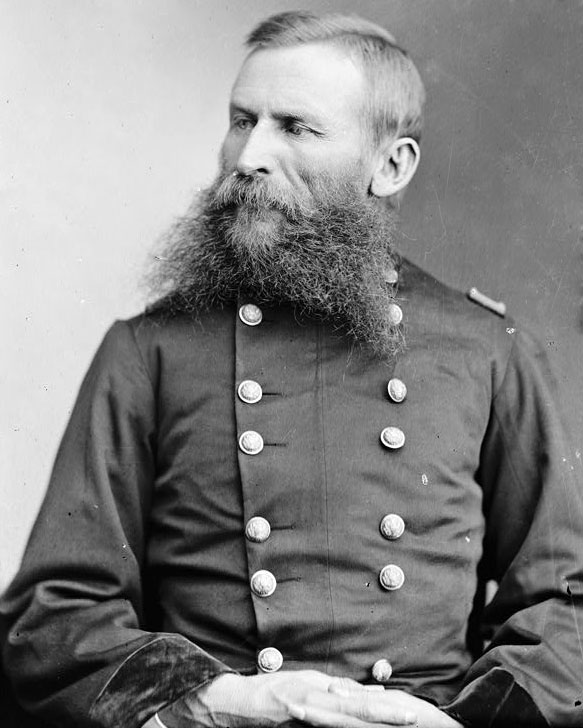
George Crook som brigadgeneral efter inbördeskriget.

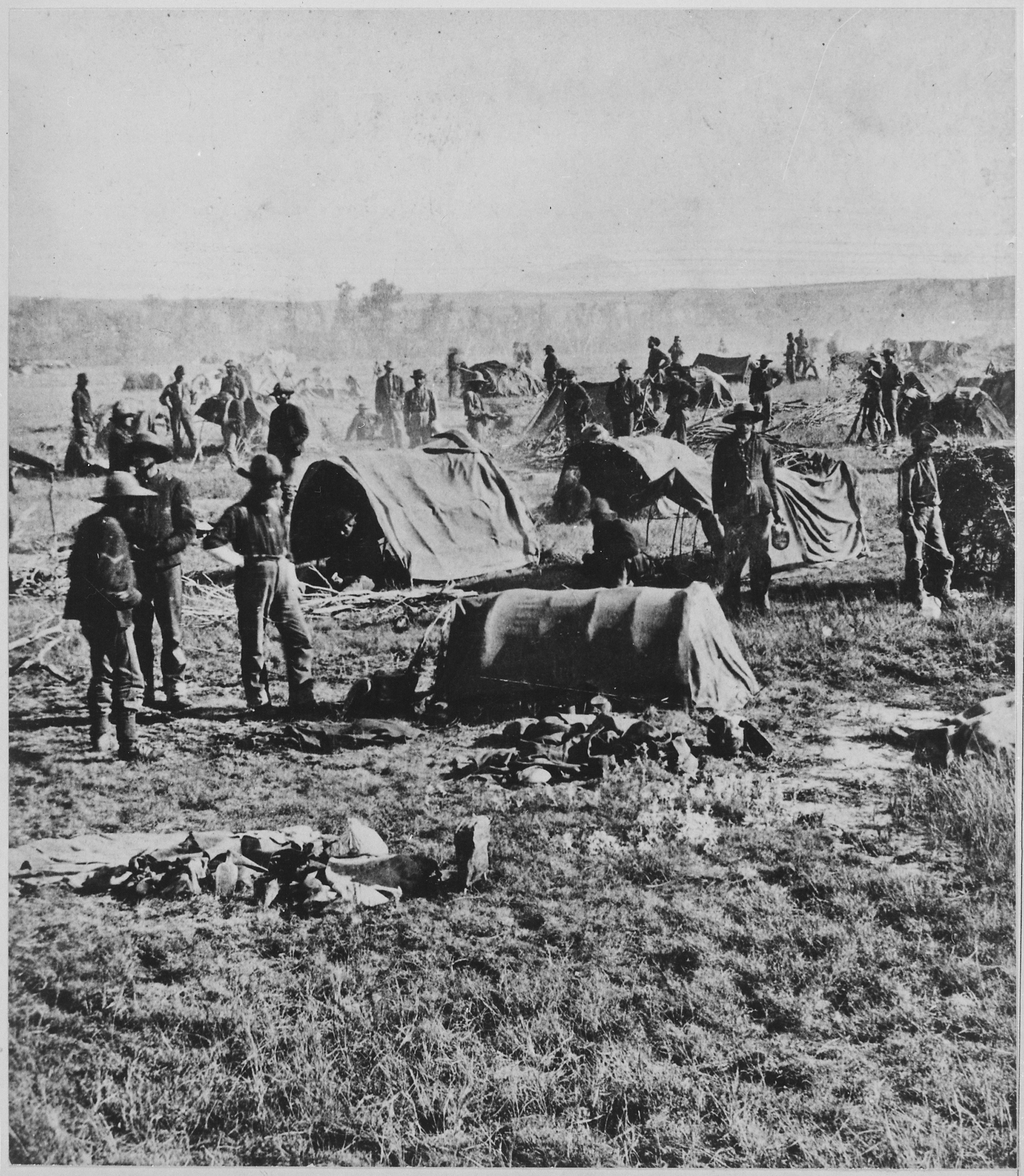
Crooks högkvarter i fält under siouxkrigen 1876.

George Crook, född 8 september 1828 i Montgomery County i Ohio, död 21 mars 1890, var en amerikansk general. Under det amerikanska inbördeskriget var Crook en framstående högre officer i nordstatsarmén, men han är mest känd som den mest framgångsrike amerikanske befälhavaren under indiankrigen.
Crook utexaminerades från West Point 1852. Vid inbördeskrigets utbrott var han kapten vid infanteriet. Större delen av sin tjänstgöring fram till dess hade han tillbringat i Oregon och Kalifornien, som deltagare i olika operationer riktade mot lokala indiangrupper. Vid krigets början konstituerades Crook inom kort till överste och regementschef och var senare brigadchef, divisionschef och kårchef, och slutade kriget som konstituerad generalmajor. Han var chef för en infanteridivision vid Antietam och kavalleridivisionschef vid Chickamauga. 1864 var han kårchef under Sheridan vid operationerna i Shenandoah Valley.  Under krigets slutskede var Crook kavallerichef i Potomacarmén och deltog i alla dess operationer fram till och med Appomatox. 
Efter kriget var Crook överstelöjtnant vid infanteriet innan han för sina framgångar under apachekrigen befordrades direkt till brigadgeneral 1873. Därefter förde han befälet under siouxkrigen 1875-1877 och tvingade lakota under Crazy Horse och cheyenner tillbaka till sina reservat. Under apachekrigen på 1880-talet var Crook genom en blandning av militära operationer och förhandlingar åter framgångsrik i att få krigförande indianer att återvända till reservaten. Sheridan som var hans närmaste högre chef, kritiserade dock honom för hans förhandlingstaktik och för hans användning av indianspejare och Crook begärade 1886 att bli återkallad. Trots Sheridans kritik blev han generalmajor 1888 och militärbefälhavare väster om Mississippi. Crook som ansåg att ansvaret för indiankrigen låg i en felaktig amerikansk politik gjorde sig under slutet av sitt liv ofta till talesman för indianska rättigheter. Han dog i tjänsten 1890.

## Minnesmärken och eftermäle
Flera platser i USA är uppkallade efter Crook, bland andra Crook County, Wyoming och Crook County, Oregon samt staden Crook, Colorado och den mindre orten Crook City, South Dakota i Black Hills. I närheten av Crook City, nära staden Deadwood, South Dakota, ligger även Crook Mountain som uppkallats efter Crook. Bergen Crook Peak i Lake County, Oregon samt Crook Mountain i delstaten Washington är också uppkallade efter honom.
Offutt Air Force Base i Nebraska är efterföljare till armedepån Fort Crook som låg här 1891–1946 och uppkallades efter Crook. Armeposteringen Fort Crook som 1857–1869 låg nära Fall River Mills i Kalifornien uppkallades också efter Crook.

## I populärkulturen
Crook spelades av Gene Hackman i filmen Geronimo (1993). I TV-serien Deadwood (2004–2006) spelades han av Peter Coyote.